# Giulio Bevilacqua
Giulio Bevilacqua C.O. (Brescia, 14 de noviembre de 1881 – 6 de mayo de 1965) fue un cardenal italiano, obispo auxiliar de Brescia desde 1965 hasta su muerte meses después.

## Biografía
Giulio Bevilacqua nació en Isola della Scala, en una familia de comerciantes. Estudió en la Universidad de Louvain en Bélgica y en el seminario de Brescia, y más tarde se incorporó al Oratorio de San Felipe Neri.
Bevilacqua fue ordenado presbítero el 13 de junio de 1908, y estuvo destinado en Brescia hasta 1914. Durante la Primera Guerra Mundial,  sirvió como capellán del Ejército italiano hasta que fue capturado en 1916. Tras su liberación en 1918, continuó su ministerio en Brescia, donde fue director espiritual y amigo personal de Giovanni Battista Montini, futuro papa Pablo VI, mientras este era estudiante.
En 1926 se convirtió en oficial de la Secretaría de Estado de la Santa Sede para ser protegido contra las amenazas de los fascistas. También realizó labor pastoral en Roma durante este tiempo. Regresó a Brescia en 1933 y, durante la Segunda Guerra Mundial, sirvió como capellán nuevamente de la marina italiana.
El 15 de febrero de 1965, Bevilacqua fue nombrado obispo auxiliar de Brescia y arzobispo titular de Gaudiaba por Pablo VI, siendo inmediatamente elevado al cardenalato. Recibió la consagración episcopal el 18 de febrero del obispo Luigi Morstabilini en la basílica de Ss. Faustus e Jovita.
Pablo VI lo nombró cardenal diácono de San Jerónimo de la Caridad en el consistorio del 22 de febrero de ese año. Mediante un permiso especial del Papa, Bevilacqua continuó sirviendo como pastor de San Antonio, su parroquia en Brescia. Sus feligreses aseguraron que continuó llevando una sencilla sotana negra.
El cardenal-párroco, como era conocido, falleció en Brescia, el 6 de mayo de 1965, a la edad de 83 años. Está enterrado en la iglesia de Santa María de la Paz.